# Aleksej Kovaljov
Aleksej Vjatsjeslavovitsj Kovaljov (Russisch: Алексей Вячеславович Ковалёв) (Togliatti, 24 februari 1973) is een Russisch ijshockeyer.
Kovaljov won tijdens de Olympische Winterspelen 1992 de gouden medaille met het gezamenlijk team. Tijdens de Olympische Winterspelen 2002 won Kovaljov met de Russische ploeg de bronzen medaille.
- International Standard Name Identifier: 0000 0000 7898 6042
- Library of Congress Control Number: n95007261
- Virtual International Authority File: 43542389
- WorldCat: E39PBJyrXC6KkpjmV9qX4QpwYP